# Законодательное собрание Ростовской области
Законода́тельное собра́ние Росто́вской о́бласти — постоянно действующий высший и единственный орган законодательной власти Ростовской области. К его ведению относится, прежде всего, принятие областных законов, утверждение областного бюджета, установление налогов и сборов.

## История
Принятие 12 декабря 1993 года новой конституции России привело к процессу формирования новой структуры государственного управления в России, в том числе и на региональном уровне. Ростовский областной совет народных депутатов объявил о своём самороспуске. На 27 марта 1994 года были назначены выборы в Законодательное собрание Ростовской области. В областной парламент первого созыва было избрано 45 депутатов, из которых 12 — в прошлом депутаты областного Совета народных депутатов, а 22 — руководители исполнительных органов власти.
12 апреля 1994 года состоялось первое заседание Законодательного собрания; его открыл старейший по возрасту депутат Иван Филиппович Бова. Председателем Законодательного собрания стал Александр Васильевич Попов, его заместителями были назначены Николай Федорович Беляев и Александр Викторович Тепляков. Собрание первого созыва приняли законы, которые сформировали законодательное поле функционирование областной власти, в частности Устав Ростовской области, «О местном самоуправлении Ростовской области», «О территориальном общественном самоуправлении в Ростовской области», «Об Избирательной комиссии в Ростовской области», «Об областном референдуме», «О бюджетном устройстве и бюджетном процессе в Ростовской области», «О выборах депутатов представительных органов местного самоуправления Ростовской области», «О выборах Главы Администрации (Губернатора) Ростовской области».
В ростовский областной парламент первых трёх созывов входило по 45 депутатов, избранных по одномандатным избирательным округам сроком на четыре года (I созыв) и пять лет (II и III созывы). В IV созыв вошли 50 депутатов, а в V — 60. При этом выборы уже проходили по смешанной схеме: половина депутатов избирались по одномандатным округам, половина — по партийным спискам сроком также на 5 лет.
Начиная с III созыва, депутаты Законодательного Собрания объединяются во фракции. И если в III созыве была образована только одна фракция — «Единая Россия», в которую вошли 34 депутата, то в IV созыве — две: «Единая Россия» (45 депутатов) и КПРФ (5 депутатов). В нынешнем V созыве сформировано уже три фракции: «Единая Россия» (52 депутата), КПРФ (5 депутатов + 1 независимый) и «Справедливая Россия» (2 депутата).
С апреля 1994 года по декабрь 2007 года законодательную ветвь власти региона возглавлял Александр Васильевич Попов. С марта 2008 года и по сентябрь 2016 года Председателем Законодательного собрания был Виктор Ефимович Дерябкин. 6 октября 2016 года на внеочередном заседании депутаты областного парламента утвердили на пост Председателя Законодательного собрания Ростовской области Александра Валентиновича Ищенко.

## Созывы
| Созыв    | Выборы                  | Срок               | Мандатов | Избирательная система          | Председатель | Представитель в Совете Федерации от ЗС РО                                                                       |
| -------- | ----------------------- | ------------------ | -------- | ------------------------------ | --- | --- |
| 01 созыв | выборы 27 марта 1994    | 4 года 1994 — 1998 | 45       | мажоритарная                   | Александр Попов 12 апреля 1994 — 29 марта 1998                                                                   | Александр Попов: 23 января 1996 — 22 апреля 1998                                                                |
| 02 созыв | выборы 29 марта 1998    | 5 лет 1998 — 2003  | 45       | мажоритарная                   | Александр Попов 7 апреля 1998 — 30 марта 2003                                                                    | Александр Попов: 22 апреля 1998 — 21 декабря 2001, Александр Казаков: 21 декабря 2001 — 9 апреля 2003           |
| 03 созыв | выборы 30 марта 2003    | 5 лет 2003 — 2008  | 45       | мажоритарная                   | Александр Попов 5 апреля 2003 — 2 декабря 2007                                                                   | Александр Казаков: 9 апреля 2003 — 26 декабря 2005, Сергей Кислов* Леонид Тягачёв: 11 июля 2007 — 19 марта 2008 |
| 04 созыв | выборы 2 марта 2008     | 5 лет 2008 — 2013  | 50       | смешанная (25 проп. + 25 маж.) | Виктор Дерябкин (ЕР) 18 марта 2008 — 22 сентября 2013                                                            | Леонид Тягачёв: 19 марта 2008 — март 2013                                                                       |
| 05 созыв | выборы 8 сентября 2013  | 5 лет 2013-2018    | 60       | смешанная (30 проп. + 30 маж.) | Виктор Дерябкин (ЕР): 23 сентября 2013 — 6 октября 2016 Александр Ищенко (ЕР): 6 октября 2016 — 14 сентября 2018 | Леонид Тягачёв: 23 сентября 2013 — сентябрь 2018                                                                |
| 06 созыв | выборы 9 сентября 2018  | 5 лет 2018 — 2023  | 60       | смешанная (30 проп. + 30 маж.) | Александр Ищенко (ЕР) с 14 сентября 2018                                                                         | Ирина Рукавишникова (ЕР): с 15 сентября 2018                                                                    |
| 07 созыв | выборы 10 сентября 2023 | 5 лет 2023 — 2028  | 60       | смешанная (30 проп. + 30 маж.) | | |

## Фракции

### Фракции V созыва
| Фракция               | Руководитель                 | Количество депутатов |
| --------------------- | ---------------------------- | -------------------- |
| «Единая Россия»       | Шумеев Виктор Григорьевич    | 52                   |
| КПРФ                  | Бессонов Евгений Иванович    | 5                    |
| «Справедливая Россия» | Косинов Сергей Александрович | 2                    |

В 2004 году по инициативе донских депутатов — членов партии «Единая Россия» впервые в истории представительной власти Ростовской области в Законодательном Собрании создана политическая фракция. Руководителем фракции «Единая Россия» был избран Виктор Иванович Шумейко, его заместителями — Николай Федорович Беляев и Али Мусаевич Узденов, секретарем — Наталья Васильевна Кравченко. Изначально во фракцию входило 20 депутатов, но впоследствии её ряды пополнили ещё 14 депутатов. На своих заседаниях члены фракции обсуждали как ключевые законопроекты, вносимые на рассмотрение Законодательного Собрания, так и пути решения масштабных проблем, стоящих перед регионом. Для этих целей приглашались руководители всех заинтересованных органов исполнительной власти. В IV созыве Донского парламента было образовано две фракции: «Единая Россия» (45 депутатов) и КПРФ (5 депутатов). Руководителем фракции «Единая Россия» был избран Председатель Законодательного Собрания Виктор Ефимович Дерябкин. Руководителем фракции КПРФ стал Евгений Иванович Бессонов.
В 2004 году по инициативе донских депутатов — членов партии «Единая Россия» впервые в истории представительной власти Ростовской области в Законодательном Собрании создана политическая фракция. Руководителем фракции «Единая Россия» был избран Виктор Иванович Шумейко, его заместителями — Николай Федорович Беляев и Али Мусаевич Узденов, секретарем — Наталья Васильевна Кравченко. Изначально во фракцию входило 20 депутатов, но впоследствии её ряды пополнили ещё 14 депутатов. На своих заседаниях члены фракции обсуждали как ключевые законопроекты, вносимые на рассмотрение Законодательного Собрания, так и пути решения масштабных проблем, стоящих перед регионом. Для этих целей приглашались руководители всех заинтересованных органов исполнительной власти. В IV созыве Донского парламента было образовано две фракции: «Единая Россия» (45 депутатов) и КПРФ (5 депутатов). Руководителем фракции «Единая Россия» был избран Председатель Законодательного Собрания Виктор Ефимович Дерябкин. Руководителем фракции КПРФ стал Евгений Иванович Бессонов.
В V созыве было сформировано три фракции: «Единая Россия» (52 депутата), КПРФ (6 депутатов) и «Справедливая Россия» (2 депутата), возглавляемые Виктором Ефимовичем Дерябкиным, Евгением Ивановичем Бессоновым и Сергеем Александровичем Косиновым соответственно. В октябре депутат Кобяков вышел из КПРФ. В V созыве Донского парламента руководители фракций работают на постоянной основе. Осуществляется конструктивное межфракционное сотрудничество. Также Губернатором Ростовской области Василием Юрьевичем Голубевым было принято решение проводить на постоянной основе консультации с руководителями фракций, так называемые встречи «три плюс». Они позволяют учесть все точки зрения, которые будут способствовать эффективному решению актуальных вопросов в интересах жителей Дона. Первая такая встреча состоялась 27 ноября 2013 года и была посвящена подготовке областного бюджета на ближайшую трехлетку.

## Представительство в Совете Федерации

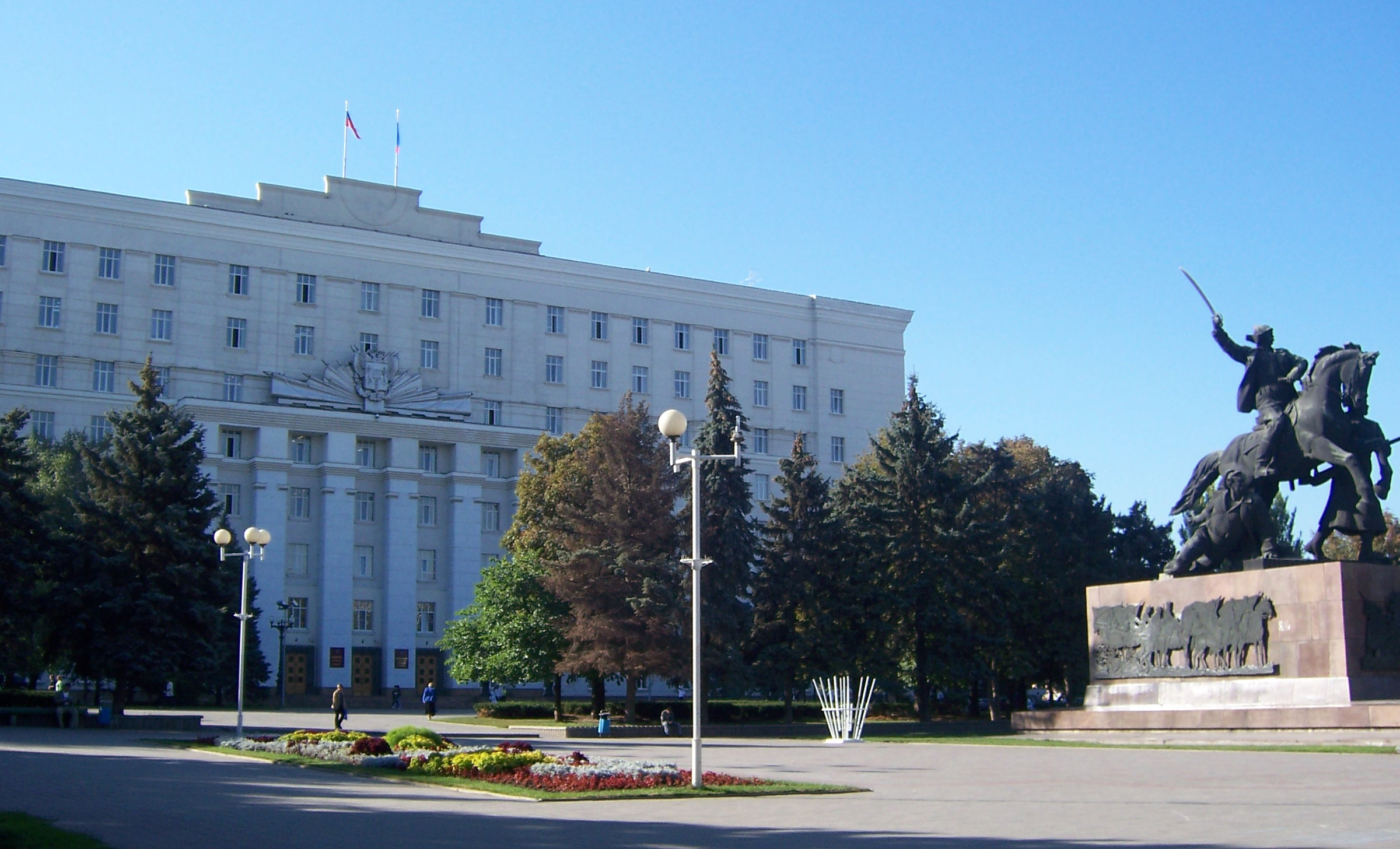
Здание Дом Советов в Ростове-на-Дону, где располагается законодательное собрание.

В Совете Федерации России законодательную власть Ростовской области представляет Ирина Валерьевна Рукавишникова.

## Здание
Законодательное собрание находится в крупном административном здании Дом Советов, расположенном в центре Ростова-на-Дону на ул. Социалистическая, д. 112. Законодательное собрание занимает только часть здания. В том же здании находится Правительство Ростовской области, региональные министерство финансов, минэкономразвития, минимущества, минпромэнерго, минцифры, избирательная комиссия Ростовской области, контрольно-счётная палата, войсковое казачье общество «Всевеликое войско Донское».